# Elizabeth McLaughlin

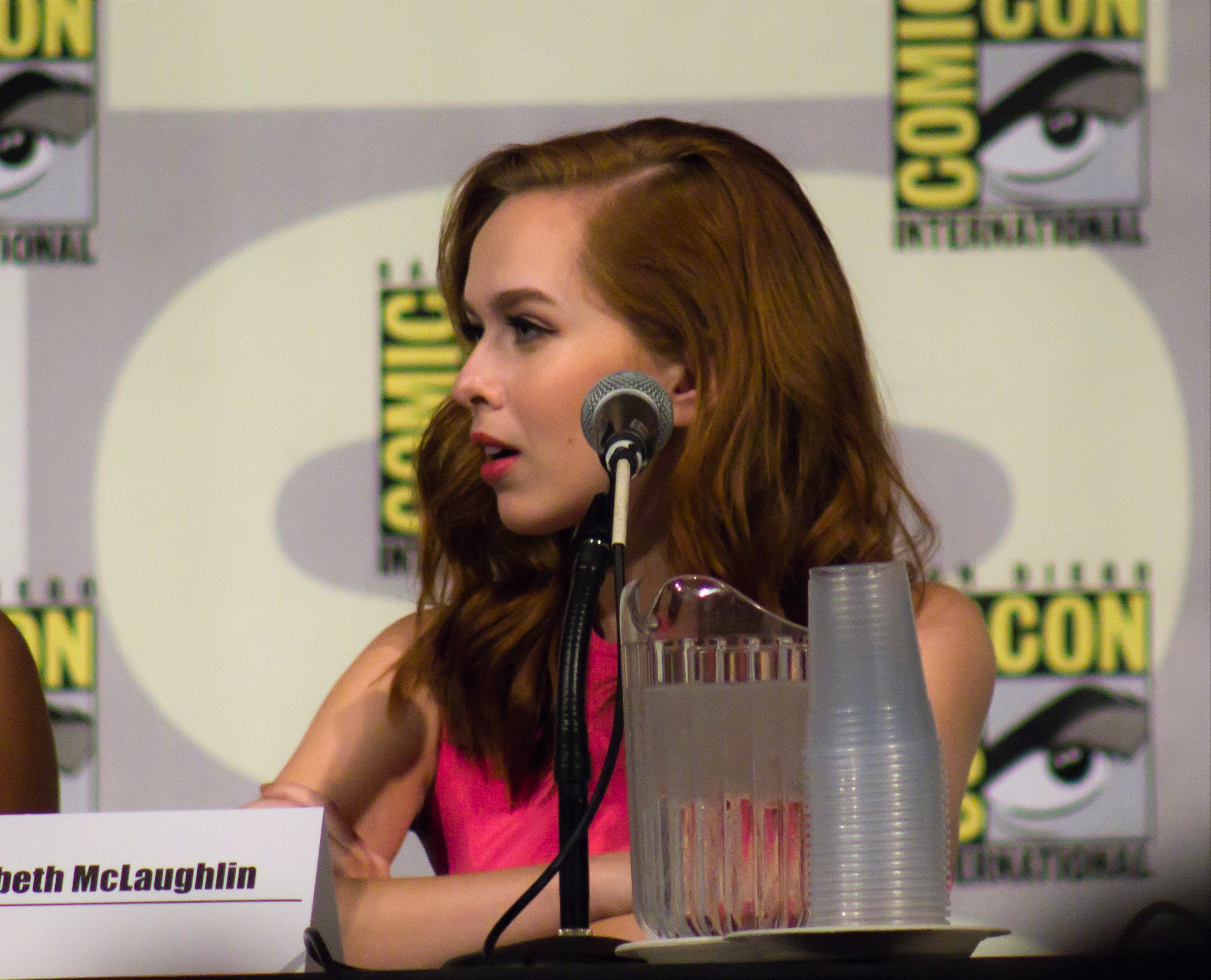
Elizabeth McLaughlin, 2015

Elizabeth McLaughlin (* 2. Oktober 1993 in Morgantown, West Virginia) ist eine US-amerikanische Schauspielerin.

## Karriere
Sie begann ihre Schauspielkarriere bei Laientheater-Gruppen in Tampa im US-Bundesstaat Florida. Mit acht Jahren trat sie einem professionellen Show Chor in Tampa bei. Im Februar 2008 waren die Dreharbeiten für Die Glamour-Clique – Cinderellas Rache, wo sie eine der Hauptrollen als Massie Block spielte.

## Filmografie (Auswahl)
- 2008: Ugly Betty (Fernsehserie, Folge 2x11)
- 2008: Die Glamour-Clique – Cinderellas Rache (The Clique)
- 2008: The Tyra Banks Show (Fernsehserie, Folge 4x59)
- 2010: First Day (Fernsehserie, 8 Folgen)
- 2010: Weihnachten des Herzens (November Christmas, Fernsehfilm)
- 2011: Melissa & Joey (Fernsehserie, Folge 1x15)
- 2012: Stakeout (Kurzfilm)
- 2013–2014: Betrayal (Fernsehserie, 13 Folgen)
- 2014–2017: Hand of God (Fernsehserie, 20 Folgen)
- 2015: Pretty Little Liars (Fernsehserie, 4 Folgen)
- 2015: Perception (Fernsehserie, Folge 3x14)
- 2016: Unleashing Mr. Darcy (Hallmark Channel Video)
- 2016: Lethal Weapon (Fernsehserie, Folge 1x06)
- 2018: Code Black (Fernsehserie, Folge 3x09)
- 2019: Big Kill – Stadt ohne Gnade (Big Kill)
- 2019: Grand Hotel (Fernsehserie, 4 Folgen)